# Hajnsko
Hajnsko este o localitate din comuna Šmarje pri Jelšah, Slovenia, cu o populație de 153 de locuitori.